# Alfabloccanti
Gli alfabloccanti (detti anche agenti bloccanti alfa adrenergici o alfa antagonisti) sono una classe di farmaci con azione bloccante dei recettori α1-adrenergici, α2 adrenergici o entrambi . 
Il loro effetto terapeutico è dovuto principalmente al blocco di questi recettori nella muscolatura liscia di arterie e prostata. 

## Caratteristiche
Il recettore α1 viene attivato dall'adrenalina, questo porta ad attivazione della fosfolipasi C, con conseguente rilascio di ione calcio, ottenendo così la contrazione e vasocostrizione della muscolatura liscia. Pertanto gli antagonisti α1 diminuiscono le resistenze periferiche.
I farmaci α1 antagonisti si dividono in:
- Selettivi: prazosina, terazosina, trimazosina, doxazosina;
- Non selettivi: fenossibenzamina e fentolamina.

## Alfa bloccanti in commercio
Gli alfa bloccanti sono:
- Terazosina (Hytrin, Unoprost)
- Silodosina (Urorec)
- Doxazosina (Cardura)
- Prazosina (Minipress)
- Fenossibenzamina
- Fentolamina (Regitine)
- Alfuzosin  (Uroxatral)
- Tamsulosin (Omnic)

## Indicazioni
Queste molecole sono utilizzate nella terapia di:
- iperplasia prostatica benigna (BPH)
- ipertensione
- sintomi della Sindrome pelvica non infiammatoria cronica, un tipo di prostatite. Come effetto collaterale possono ridurre l'ipertensione.
- ritenzione urinaria

Nell'uso va ricordato che alla prima somministrazione si ha un'ipotensione ortostatica entro i primi 90 minuti , soprattutto se questi farmaci sono associati a diuretici e β-bloccanti.

### Fenossibenzamina
La fenossibenzamina è un α1 antagonista non selettivo: lega irreversibilmente il recettore. Viene usata nel trattamento del feocromocitoma, per alleviare un'ostruzione prostatica benigna (in una situazione di iperplasia prostatica benigna).

### Fentolamina
La fentolamina viene usata nel trattamento del feocromocitoma, in crisi ipertensive da tiramina che si possono sviluppare in pazienti in terapia con MAOi (la tiramina è infatti presente in alcuni cibi come formaggi ed insaccati, può pertanto provocare crisi ipertensive on pazienti trattati con MAOi, come negli affetti da Parkinson, che non degradano questa sostanza), o da una brusca sospensione con clonidina.

### Prazosina
La prazosina è un α1 selettivo (essendo mille volte più attivo sul recettore α1 che sul α2), e inibisce le PDE (fosfodiesterasi). 
Viene utilizzata in caso di:
ipertensione, per ridurre le resistenze periferiche senza provocare tachicardia o aumento della gittata cardiaca da scompenso ortosimpatico;
insufficienza cardiaca, dal momento che comporta una riduzione del precarico.
Tra gli effetti determina una ritenzione idrica per rilascio di renina, e una riduzione dei livelli di trigliiceridi e LDL. 
L'effetto collaterale principale è l'effetto prima dose con ipotensione ortostatica entro 90 minuti, quindi in prima somministrazione il paziente è bene che sai monitorato. Altri effetti collaterali sono sedazione, riduzione della libido, iper-prolattinemia, movimenti parkinsoniani.

### Tamsulosin
Il Tamsulosin è relativamente selettivo per l'α1a-adrenergic receptors, che è principalmente presente nella prostata. Esso ha un'azione più selettiva sulla BPH, con un impatto minimo sulla pressione sanguigna.

## Effetti collaterali ed interazioni
Riducendo l'attività α1-adrenergica dei vasi sanguigni, questi farmaci possono causare ipotensione. Pertanto possono causare capogiro, o collasso passando dalla posizione seduta a quella eretta (noto come ipotensione ortostatica o ipotensione posturale). Per questa ragione, generalmente è raccomandato, di assumere gli alfa bloccanti poco prima di andare a letto. Inoltre, il rischio di ipotensione ortostatica può essere ridotto cominciando con una bassa dose e aumentandola poi in base alle reali necessità. Poiché questi farmaci possono provocare abbassamenti di pressione e possono interagire con altri farmaci, occorre valutare la somministrazione contemporanea di antipertensivi e vasodilatatori.
Altri effetti collaterali possono comprendere eiaculazione retrograda reversibile.